# 齐尔措 (路德维希斯卢斯特-帕尔希姆县)
齐尔措（德語：Zierzow）是德国梅克伦堡-前波美拉尼亚州的市镇，隶属于路德维希斯卢斯特-帕尔希姆县，总面积为13.33平方千米，截至2020年总人口为344人。